# Nuwara Eliya
Pour le district, voir Nuwara Eliya (district).
Nuwara Eliya - qui se prononce nourélia - est une ville du sud du Sri Lanka située à une centaine de kilomètres au sud de Kandy. C'est la capitale du district de Nuwara Eliya, dans la province du Centre. Sa population était estimée en 1990 à 26 000 habitants.

## Histoire

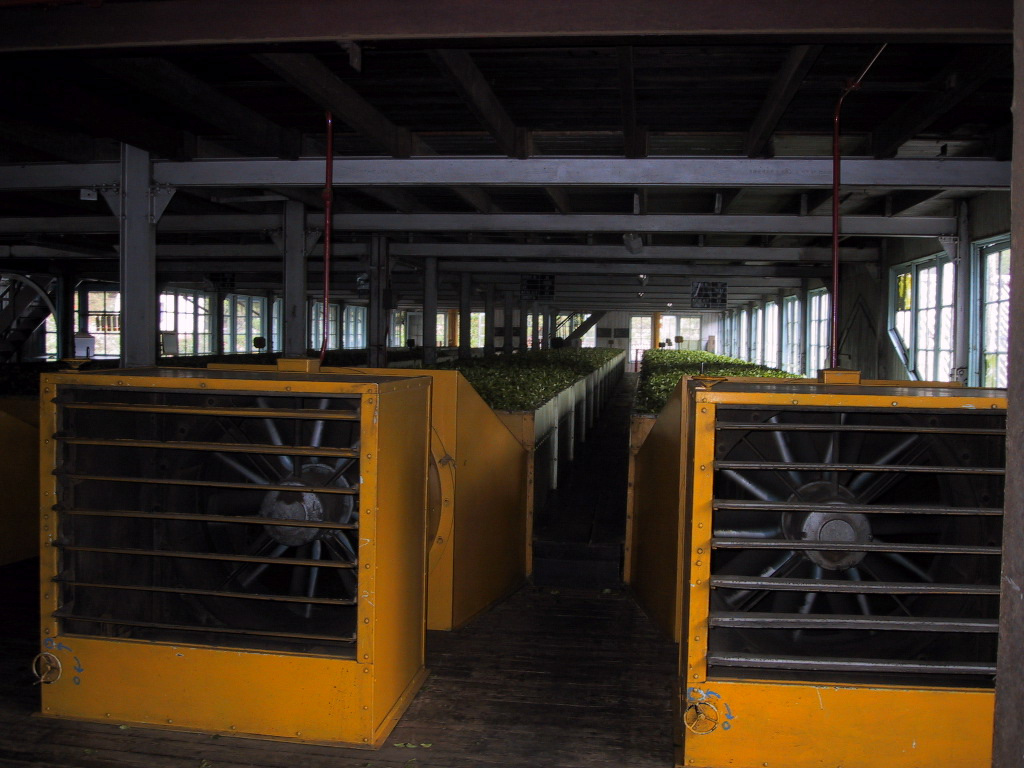
Séchage des feuilles de thé à Nuwara Eliya

En 1827, les Britanniques, du temps du Raj britannique, en firent une station de montagne (hill station) située à 1 889 m d'altitude, de façon à fuir les basses terres lors des grandes chaleurs. On y trouve ainsi un certain nombre de bâtiments construits sur le modèle des maisons britanniques.
Les Hakgala Botanical Gardens de Nuwara Eliya sont les plus beaux jardins botaniques du Sri Lanka après le Jardin botanique de Peradeniya, près de Kandy.
D'après le Rāmāyana, Sîtâ, l'épouse de Râma fut emprisonnée par le démon Râvana près de Nuwara Eliya.
La ville est souvent le point de départ sur le chemin de l'ascension du Pic d'Adam. Sa région est réputée pour la culture du thé.
Nuwara Eliya est desservie par la gare de Nanu Oya.

## Personnalité
L'athlète irlandais Bob Tisdall, champion olympique du 400 m. haies en 1932, est né à Nuwara Eliya.